# Agnellus (II.)

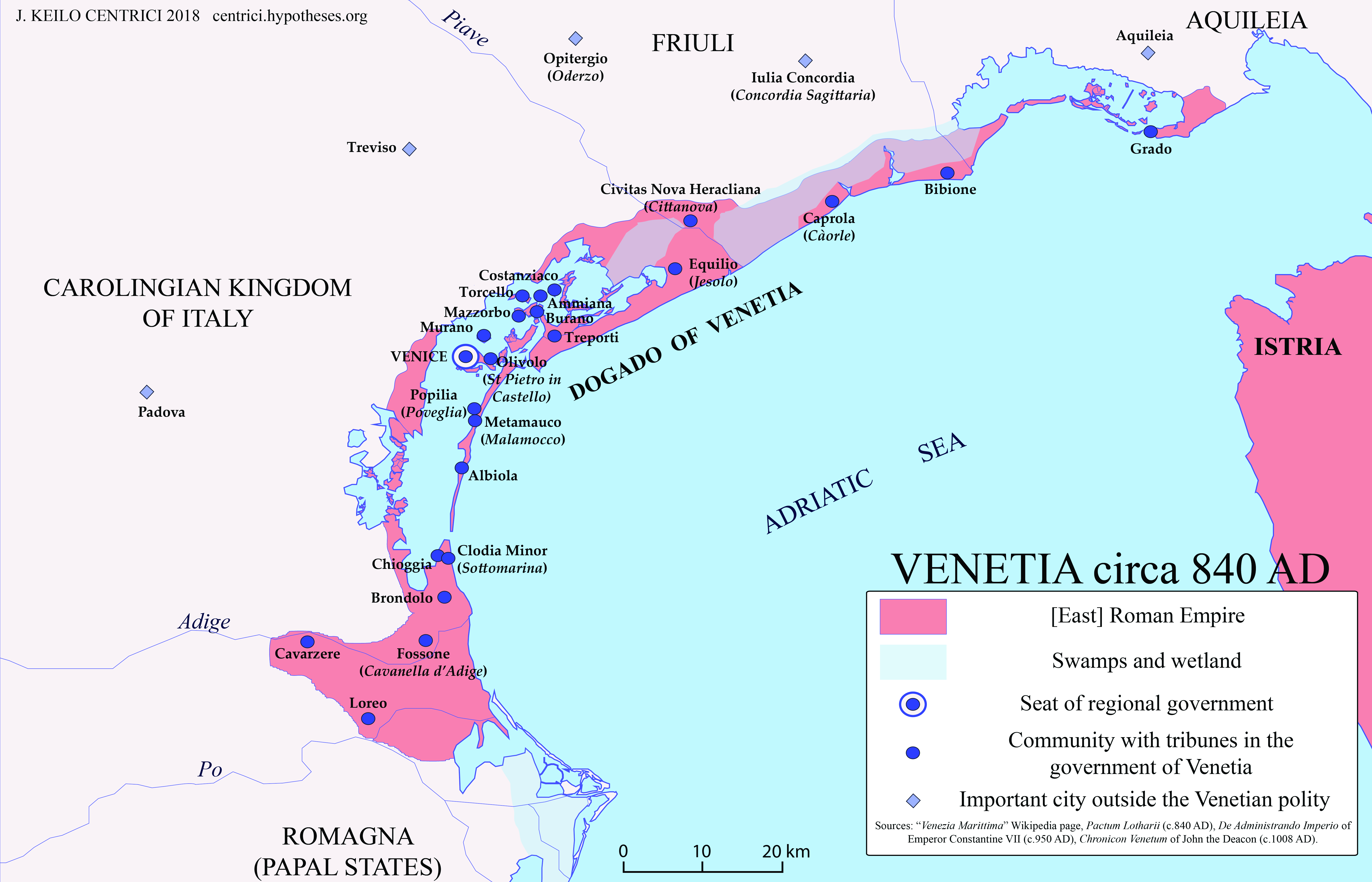
Einflussbereich des Byzantinischen Reiches und Venedigs in der oberen Adria um 840

Agnellus Particiaco, später auch Partecipazio oder Participazio († um 820), war Mitdoge seines Großvaters Agnellus (I.) und seines Vaters Iustinianus. Seine Mutter war Felicitas. Agnellus starb während einer Gesandtschaftsreise in Konstantinopel, wohl zu Beginn der Herrschaft Michaels II., des neuen Kaisers.
Spätestens mit Beginn der Dogate der Particiaco-Familie dehnten sich Venedigs Handelsbeziehungen in das östliche Mittelmeer bis nach Griechenland, Sizilien und Ägypten aus. Die Beziehungen zum kaiserlichen Hof in Konstantinopel waren noch eng. Die Gebeine des heiligen Markus wurden unter Iustinianus von Alexandria nach Venedig entführt, worauf der Doge den Bau einer Palastkapelle zur Aufnahme der Reliquien beschloss. Aus dieser Kapelle ging der Markusdom hervor. Damit dokumentierte Venedig seine Unabhängigkeit gegenüber karolingischen und päpstlichen Ansprüchen, eine Haltung, die nach dem Tod des Dogen, nämlich durch seinen Bruder und Nachfolger Iohannes, ebenso deutlich demonstriert wurde.
Agnellus (II.) starb noch zu Lebzeiten seines Vaters, der noch nicht Doge war. Da der jüngere Agnellus nie allein herrschte, wurde er nicht in die Liste der Dogen aufgenommen, die die späte Republik Venedig als solche akzeptierte. Verheiratet war er mit einer Griechin (?) namens Romana, die als Iustinianus' Schwiegertochter und Witwe seines Sohnes im Testament des Dogen von 829 bedacht wurde.

## Familie
Die in der Historiographie vielfach als Partecipazio bezeichnete Familie, die in den zeitnahen Quellen als Particiaco erscheint, gehörte in der Frühzeit der Lagunenstädte zu den tribunizischen Familien. Diese waren Inhaber hoher politischer oder militärischer Ämter im Osten Venetiens, das bis zum Beginn des 9. Jahrhunderts Teil des Oströmischen Reichs war, und denen es gelungen war, das Amt des Tribunen erblich zu machen.
Zusammen mit den Candiano und den Orseolo war es die Familie Particiaco, die von 810 bis zur Verfassungsreform von 1172 die meisten Dogen stellte. Der erste Doge eines von Byzanz verhältnismäßig unabhängigen Venedig war Agnellus (810–827). Ihm folgten seine Söhne Iustinianus und Iohannes (829–836), der 836 verhaftet und abgesetzt wurde und sein Leben in einem Kloster beendete. Nach der fast dreißigjährigen Regierung von Pietro Tradonico kehrten die Particiaco auf den Dogenstuhl zurück: von 864 bis 881 Ursus I., dann dessen Sohn Iohannes II. von 881 bis 887. Weitere Dogen waren Ursus II. (911–932) und dessen Sohn Petrus (939–942) aus einem Seitenzweig der Familie, den Badoer. Neben Agnellus (II.) als Mitdoge erscheint ein Ursus Particiacus, der 832 kurzzeitig die Stadt regierte, ohne dass er Eingang in die obige Dogenliste fand. Das Gleiche gilt für die beiden Söhne des besagten Iohannes II., für Petrus und Ursus.

## Leben und Herrschaft
Iustinianus bzw. Giustiniano war einerseits ein sehr wohlhabender Kaufmann, der, wie sein 829 aufgesetztes Testament belegt, eine Flotte von Handelsgaleeren unterhielt (vgl. Wirtschaftsgeschichte der Republik Venedig). Andererseits besaß er, wie die Grundherren des Festlands, umfangreiche Güter, auf denen Vieh gezüchtet, Getreide angebaut und Gartenwirtschaft betrieben wurde. Dabei standen ihm, laut seinem Testament, zahlreiche Knechte und Mägde zur Verfügung, wohl Hörige. Iustinianus war bereits in vorgerücktem Alter, als er seinem Vater Agnellus im Dogenamt folgte, nachdem er bereits als Mitregent amtiert hatte.

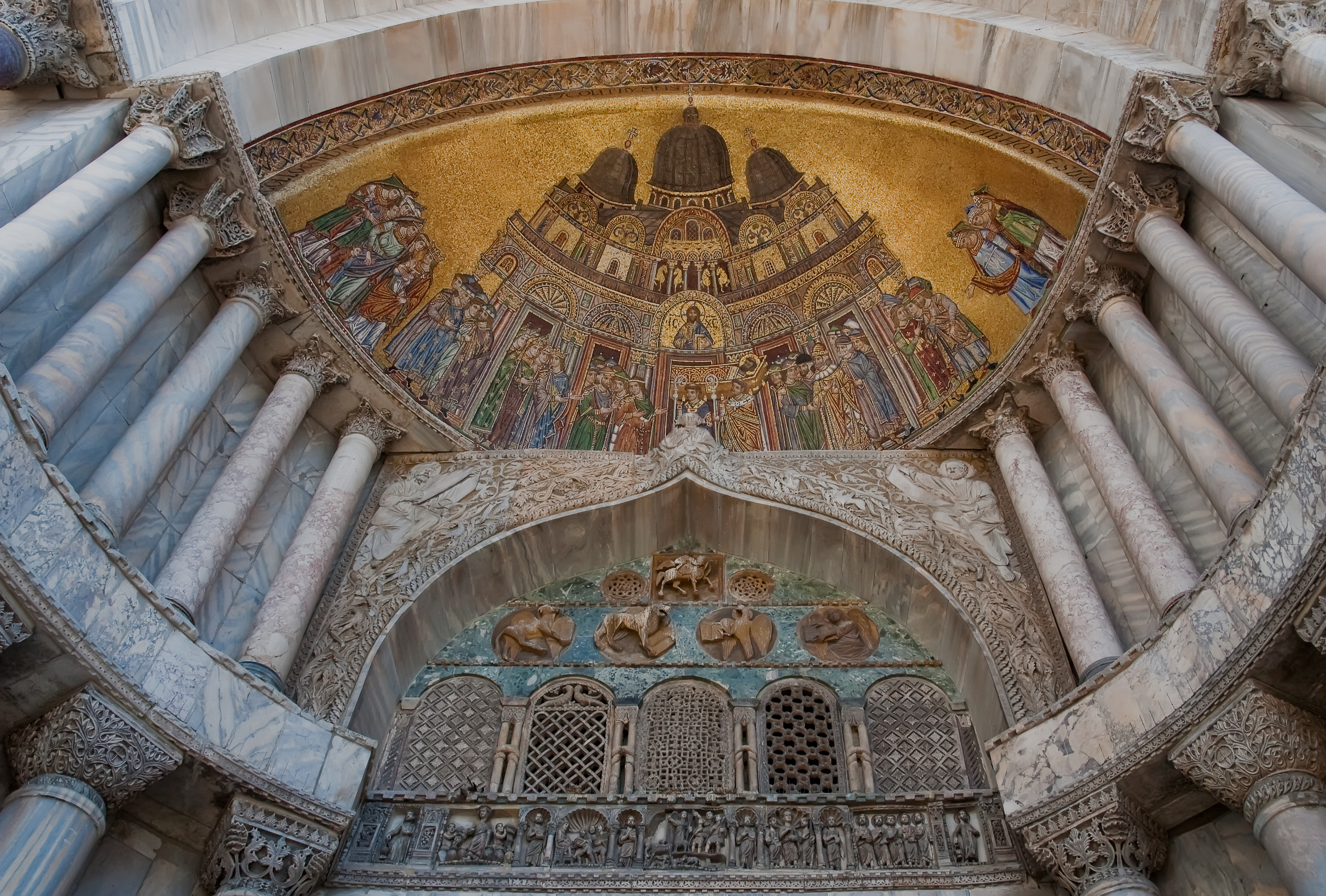
Das Mosaik der Porta Sant’Alipio an der Markuskirche ist das einzige erhaltene Mosaik des Mittelalters an der Westfassade. Es zeigt die Überführung der Gebeine des hl. Markus in die Kirche in Anwesenheit des Bischofs und des Dogen. Die Fassade der Kirche im Hintergrund ist mit den wichtigsten Charakteristika ihrer Gestalt in der 2. Hälfte des 13. Jahrhunderts dargestellt.

Als eine der grenzübergreifenden Strukturen, die eine scharfe Abgrenzung der Einflusssphären mit dem Frankenreich unmöglich machten, gilt der Landbesitz der dominierenden Familien der Lagune, wie das 829 aufgesetzte Testament erweist. Neben reichem Besitz im Dukat Venedig, also auf Rialto, in Iesolo, Torcello und in Cittanova, auf den Lidi und vielen Inseln, besaß die Familie auch Ländereien im karolingischen Treviso und um Pola auf Istrien. Ebenso bedeutend war der Teil des Vermögens, der im Handel angelegt war, aber auch in kirchlichen Stiftungen, wie denen von Sant'Ilario, San Zaccaria und eben im noch im Bau befindlichen San Marco.
Kaum war Iustinianus 829 gestorben, versuchte Obelerius, der vom Vater der beiden Brüder um 810 vertriebene Doge, nach fast zwei Jahrzehnten des Exils, nach Metamaucum zurückzukehren, wo er seine Machtbasis reaktivieren konnte. Iohannes ließ im Gegenzug die Stadt zerstören, nachdem er die Rebellen besiegt hatte. Diese Stadt wurde später häufig mit Malamocco gleichgesetzt, das in der Nähe entstand, nachdem Metamaucum durch eine Naturkatastrophe zerstört worden war.
Doch damit nicht genug, rebellierte ein Tribun namens Caroso, dessen Name sich unter den Zeugen auf dem Testament des Iustinianus findet, und Iohannes musste an den fränkischen Hof fliehen. Caroso wurde seinerseits von den Anhängern des Iohannes nach wenigen Monaten besiegt und geblendet, dessen Anhänger vertrieben. Eine Zeit lang regierte vor der Rückkehr des exilierten Dogen ein Bischof namens Ursus (Orso), der vielleicht zum Particiaco-Clan gehörte, gemeinsam mit zwei Tribunen.

## Rezeption

### Bis gegen Ende der Republik Venedig
Für das Venedig zur Zeit des Dogen Andrea Dandolo war die Deutung, die man der Herrschaft des Agnellus Particiacus und seiner beiden Söhne Iustinianus und Iohannes sowie seinem Enkel Agnellus beilegte, von hoher symbolischer Bedeutung. Das Augenmerk der Mitte des 14. Jahrhunderts längst fest etablierten politischen Führungsgremien, die zugleich die Geschichtsschreibung steuerten, galt der Entwicklung der Verfassung, den inneren Auseinandersetzungen zwischen den possessores, also der sich immer mehr abschließenden Gruppe der Besitzenden, die zugleich die politische Macht besetzten, aber auch den Machtverschiebungen innerhalb der Lagune, der Adria und im östlichen Mittelmeerraum sowie in Italien. Dabei standen die Fragen nach der Souveränität zwischen den übermächtigen Kaiserreichen, des Rechts aus eigener Wurzel, mithin der Herleitung und Legitimation ihres territorialen Anspruches, stets im Mittelpunkt. Ähnlich wie bei der Familie der Galbaii, die ebenfalls eine Dynastiegründung versucht hatten, führte man die Unsicherheit der Verhältnisse auf Mängel in der Machtbalance, mithin in der Verfassung zurück, die es noch nicht gestattete, die Macht des Dogen so einzubinden, dass keine Dynastiebildung mehr möglich war. Bei Iustinianus und Agnellus kam hinzu, dass in ihrer Zeit überaus wichtige Reliquien nach Venedig kamen, die den bedeutendsten spirituellen Orten zugewiesen wurden, allen voran San Zaccaria und dem Markusdom. Derlei Reliquien konnten im Kampf um Rang und Ansehen in der Hierarchie der Bistümer und Patriarchate, und damit verknüpft, den weltlichen Ansprüchen, ein wirkmächtiges Argument sein. Dies galt insbesondere für die Auseinandersetzungen mit dem Patriarchat von Aquileia und Rom. Zwar führte das frühe Ableben des Agnellus – der wie sein Vater nach Konstantinopel gereist war, dort allerdings starb – dazu, dass der Übergang der Macht von seinem Vater auf seinen Onkel wohl ohne Auseinandersetzungen innerhalb der Familie vonstattengegangen wäre, doch der Putschversuch des Obelerius ließ sich als Aufstand pro-fränkischer Kräfte deuten. Die Herrschaft des Iohannes war noch instabiler als die seines Bruders.

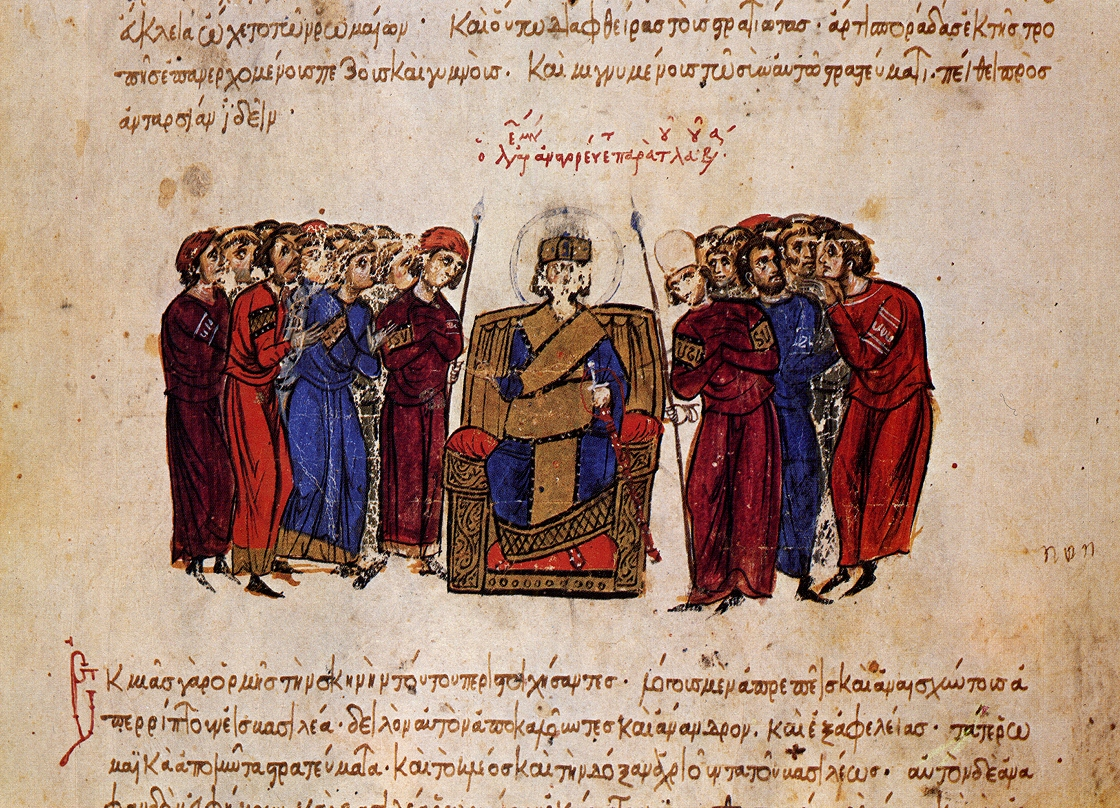
Proklamation Leos V. zum Kaiser, Skylitzes-Handschrift, 13. Jahrhundert, Madrid

Die älteste volkssprachliche Chronik, wenig jünger als die Chronik des Andrea Dandolo, nämlich die Cronica di Venexia detta di Enrico Dandolo aus dem späten 14. Jahrhundert, stellt die Vorgänge auf einer weitgehend persönlichen Ebene dar. Während der spätere Doge „Iustinian“ durch seinen Vater nach Konstantinopel gesandt worden war, um dort erfolgreich Abmachungen auszuhandeln („per voler alcuni pati fermar con lui“), wurde in Venedig dessen jüngerer Sohn Johannes deshalb zum Mitdogen erhoben, weil man dem Haus Particiaco vertraut habe, wie die Chronik den Vorgang begründet. Als der Ältere zurückkehrte, übernahm er die Position seines jüngeren Bruders, der, weil er sich ungenannter Vergehen gegen einige Venezianer schuldig gemacht hatte („habiando facto alcun despiaser, et grosso, ad alcuni dela Terra“) nach Konstantinopel verbannt wurde. Ein Zusammenhang mit der Auseinandersetzung der beiden Brüder um die Frage der Mitregentschaft wird hier negiert, obwohl der Jüngere zunächst bevorzugt wurde, doch war es gerade dieser Zwei-, wenn man den Enkel Agnellus' mit einbezieht sogar Dreigenerationenkonflikt, an dem sich später eine ganze Reihe sich widersprechender Deutungen entzündete.
Pietro Marcello führte 1502 in seinem später ins Volgare unter dem Titel Vite de'prencipi di Vinegia übersetzten Werk den Mitdogen im Abschnitt „Giustiniano Particiaco Doge XI.“ Diese Einordnung als 11. Doge überrascht, da er seinen Vater als 9. Dogen einordnet. Marcello behauptet, Agnello habe seinen jüngeren Sohn Giovanni zu seinem „compagno“ gemacht, woraufhin sich Giustiniano, aus Konstantinopel nach Venedig zurückgekehrt, ostentativ geweigert habe, zum Vater zurückzukehren. Dieser habe am Ende nachgegeben. So habe Giovanni mit Willenserklärung des Volkes („per commissione del popolo“) auf sein Amt verzichtet, woraufhin „Angelo“ (I.) den anderen Sohn Giustiniano nebst dessen Sohn „Angelo“ (also Agnellus II.) im Jahr 827 „si prese per compagno nel Prencipato“.
Lakonisch berichtet wiederum die Chronik des Gian Giacomo Caroldo, fertiggestellt 1532. Caroldo meint „Giustiniano Badoaro“ sei nach dem Tod seines Vaters im Jahr „DCCCXXVIJ“ allein im Amt verblieben („rimase solo nel Ducato“). Während andere Chronisten den Einsatz der Flotte gegen die Sarazenen, die begannen Sizilien zu erobern (die kurz zuvor erfolgte Eroberung Kretas wird nicht erwähnt), in die Zeit seines Bruders Iohannes datieren, legt sie Caroldo in die Regierungszeit des Iustinianus. Auch er berichtet knapp, dass die Flotte zwar südwärts gefahren sei, den Feind jedoch nicht habe finden können, woraufhin sie umgekehrt sei („Ditta armata, non potendo ritrovar gl’inimici, ritorno à dietro“). Eine weitere Flotte konnte ebenfalls bei der Unterstützung gegen die Sarazenen nichts erreichen, oder, wie Caroldo formuliert, ‚konnte sie kein ehrenvolles Unternehmen durchführen‘ („nè potendo conseguir alcuna honorevol’impresa“). Stattdessen brachte sie – was in Widerspruch zum nachfolgenden Satz steht – die Reliquien des hl. Markus nach Venedig. Im zweiten Jahr seines Dukats nämlich brachten, so der nächste Satz, venezianische Händler („mercanti Venetiani“) „con molta sagacità et industria“ diese Reliquien aus Alexandria herbei. Es erfolgten Anweisungen an die „fabrica“ der Markuskirche, den „glorioso corpo“ „honorevolmente“ ‚abzulegen‘ („riponer“). Iustinianus, von Krankheit schwer belastet und durch den Tod Agnellus' (II.) ohne Kinder, rief seinen Bruder aus Konstantinopel zurück und machte ihn zu seinem ‚Mitdogen und Amtsnachfolger‘ („consorte et successor del Ducato“).

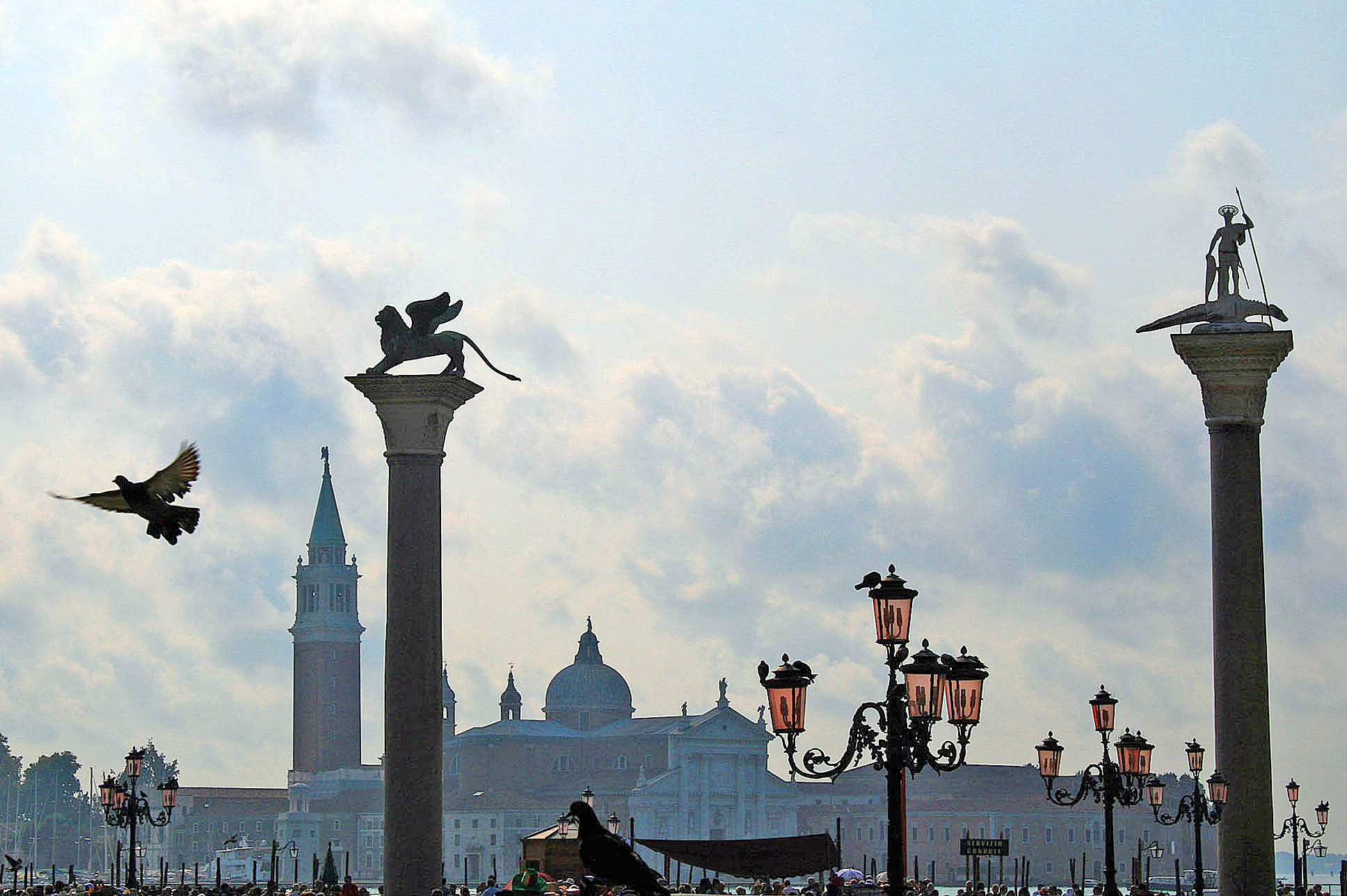
Blick auf die Säulen mit den Schutzheiligen Venedigs, links Marcus mit dem Löwen, rechts Theodor mit dem getöteten Drachen, Richtung San Giorgio Maggiore

Für den Frankfurter Juristen Heinrich Kellner, der die venezianische Chronistik im deutschen Sprachraum bekannt machte, wobei er weitgehend Marcello folgte, ist in seiner 1574 erschienenen Chronica das ist Warhaffte eigentliche vnd kurtze Beschreibung, aller Hertzogen zu Venedig Leben, „Justinan Partitiatius der zehende Hertzog“. Nach Kellner übernahm Justinianus nach dem Tod seines Vaters „das Regiment der Gemein allein an/im jar 827“. Gleich „im anfang seins Regiments“ schickte er „Keyser Micheln von Constantinopel“ eine Flotte für den Kampf gegen die „Saracenen / welche deßmals die Inseln Europe sehr beengstigten / aber sie kondten den Feindt nie antreffen“. So zog sich die Flotte bald wieder „in ir gewarsam“ zurück. Ausführlich schildert Kellner, wie Marcello auch, die Überführung der Reliquien des hl. Markus nach Venedig. Der Doge Justinian starb kurz danach, „als er zwey jar allein regiert hatt“. Von einem Mitdogen weiß Kellner nichts.
In der Übersetzung der Historia Veneta des Alessandro Maria Vianoli, die 1686 in Nürnberg unter dem Titel Der Venetianischen Hertzogen Leben / Regierung, und Absterben / Von dem Ersten Paulutio Anafesto an / biss auf den itzt-regierenden Marcum Antonium Justiniani erschien, hieß der Doge „Justinianus Participatius, der Eilffte Hertzog“. Nach einer grundlegenden Hinführung zur Frage der Fürstengerechtigkeit und -stärke, die sich aus der Gottesfurcht ableite, führt Vianoli, dabei in krassem Gegensatz zu Marcello stehend, an: „[…] sintemalen er kaum auf den Thron erhaben werden können / als er mit einer starcken Macht / und einer guten Anzahl Kriegs-Schiffen / sich in das Sicilianische Meer begeben / um die Saracenen / welche vor dißmal dieselbe Insul aller Orten sehr beängstiget / wiederum hinwegzujagen / so ihme dermaßen glücklich gelungen / daß er dem Michaeln, als damaligen Griechischen Kayser dieselbe wiederum eingeraumet hatte / worauf sowol in Constantinopel/als auch Venedig/wegen solch herzlichen Victori, man allerhand Freudenbezeugungen gesehen und gehalten“ (S. 90). Den Raub des hl. Markus schildert Vianoli hingegen nur mit geringfügigen Abweichungen. So legte man die sterblichen Überreste in einen Korb und bedeckte sie mit Schweinefleisch, „welches zu geniessen in dieser Völcker Gesetz aufs schärfste verboten ist“.

### Historisch-kritische Darstellungen
Nach Johann Friedrich LeBret, der ab 1769 seine vierbändige Staatsgeschichte der Republik Venedig veröffentlichte, unternahm unter „Justinianus“ „sein Volck die ersten kriegerischen Unternehmungen wider die Saracenen“. „Justinianus ließ einige Kriegesschiffe ausrüsten, welche sich mit den griechischen Schiffen verbanden.“ „Einige venetianische Geschichtsschreiber“, so setzt LeBret fort, „drucken sich auf eine solche Art aus, worüber ein Vernünftiger sich des Lachens nicht enthalten kann. Sie konnten den Feind nicht finden, sagen sie, und segelten wieder nach Venedig“ (S. 141). Auch ein zweiter „Versuch hatte eben ein solches ähnliches Ende, wie der erste“. Da Iustinianus keine Erben hatte, rief er seinen Bruder Iohannes aus Konstantinopel zurück. Dieser „erhielt eine Würde wieder, deren ihn sein Vater, um den Frieden unter seinen Söhnen zu erhalten, beraubt hatte. Justinianus lebte kaum ein Jahr, da er durch seinen Tod seinem Bruder die Alleinherrschaft überließ“ (S. 142). Die Erbenlosigkeit des Iustinianus ist auch hier der einzige Grund für die Übereignung der Dogenherrschaft an den Bruder.

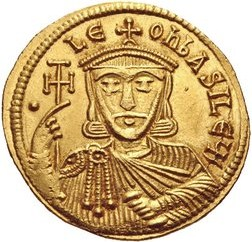
Solidus, geprägt unter Kaiser Leo V.

Samuele Romanin räumte „Giustiniano“ 1853 im ersten Band seines zehnbändigen Opus Storia documentata di Venezia wenige Seiten ein. „Giustiniano“, der nach Verhandlungen aus Konstantinopel zurückkehrte, weigerte sich, den Vater aufzusuchen, als er seinen jüngeren Bruder als Mitdogen sah. Er zog sich mit seiner Frau in ein Haus nahe der Kirche San Severo zurück. Der daraufhin verbannte „Giovanni“ floh von Zara nach „Ischiavonia“ und von dort nach Bergamo zu Kaiser Ludwig. Leon der Armenier, ‚obwohl Bilderstürmer‘ („sebbene iconoclasta“), versuchte mittels Geschenken, vor allem von Reliquien, gute Beziehungen zu Venedig zu pflegen. Angesichts der zunehmenden Sarazenengefahr sei Venedig immer bedeutsamer geworden. Es sei nichts Ungewöhnliches darin zu sehen, denn die Venezianer beteten umgekehrt auch für den Kaiser, ohne dass dies ein Anzeichen gewesen wäre, dass die Venezianer byzantinische Untertanen gewesen seien („senz'esserne sudditi“, S. 163). Beim Sturz Leos im Jahr 820 war der Enkel des Agnellus, der gleichfalls „Agnello“ hieß, anwesend, um dem neuen Kaiser zu huldigen. Den Bau der Markuskirche, den Iustinianus begann, fügt Romanin in ein Bild des brolio ein, des Markusplatzes, der noch als Garten vorzustellen sei. In seinem Testament vermerkt Iustinianus seine Frau „Felicia“ und seine Schwiegertochter Romana („la moglie Felicia e la nuora Romana“), wobei Romanin aus den „Pacta I, 39“ zitiert („…Felicitate uxore mea et Romana nure mea heredes mihi instituo“).
August Friedrich Gfrörer († 1861) glaubte in seiner 1872 posthum erschienenen Geschichte Venedigs von seiner Gründung bis zum Jahre 1084, Iustinianus sei nicht erst nach seiner Rückkehr nach Venedig über die Bevorzugung seines jüngeren Bruders „in Zorn“ geraten, sondern er sei deshalb von Konstantinopel nach Venedig zurückgekehrt. Der ältere Agnellus verbannte schließlich seinen jüngeren Sohn nach Zara und erhob Iustinianus und dessen Sohn „Angelo II.“ zu Mitdogen. In der Tatsache, dass sich seit 810 immer wieder Dogensöhne in Konstantinopel aufhielten, sieht Gfrörer einen Beleg für einen ansonsten nicht bekannten Vertrag, nach dem sie als Geiseln zu deuten seien. Dementsprechend wahrten die Ehrungen, etwa die Titel, die die byzantinischen Kaiser diesen Geiseln zusprachen, nur den Schein. Die Kaiser hätten die Zeit genutzt, „um sie an griechische Hofluft zu gewöhnen oder ihnen byzantinischen Beamtengeist einzuträufeln.“ Dementsprechend war die Erhebung des jüngeren Sohnes zum Mitdogen ein Bruch des „geheimen Staatsvertrag[es] von 809“. Nach Gfrörer ließ der Kaiser nun den älteren Sohn nach Venedig schicken, der sich „wie ein Rächer“ gebärdete. Der Vater gab laut Gfrörer nur deshalb nach, weil „Justinian die ganze Macht des morgenländischen Reichs zum Rückhalt hatte“ (S. 144). Iohannes musste „nach der seit 810 griechischer Hoheit unterworfenen Hafenstadt Zara wandern“. Dabei glaubt Gfrörer, Iohannes sei, wie es Johannes Diaconus schreibt, erst zu den Slawen geflohen – laut Gfrörer konnte er von dort, denn die Slawen erkannten die fränkische Oberhoheit formal an, mit dem Frankenkaiser überhaupt erst verhandeln –, erst dann an den fränkischen Hof, während Andrea Dandolo ihn direkt an den Hof fliehen lässt. Gfrörer bezweifelt allerdings, dass sich der Geflohene mit Kaiser Ludwig dem Frommen getroffen habe, denn dieser sei nur 817 in Italien gewesen. Nach der Auslieferung an Agnellus und Iustinianus wurde der jüngere Bruder wieder als Geisel nach Konstantinopel geschickt. Gfrörer argumentiert, dass der Vater von Iustinianus entmachtet worden sei, sein Beleg ist die Gründungsurkunde von San Zaccaria, in der als Doge nur noch Iustinianus, nicht aber Agnellus erscheint. Auch sei die Gründung, wie er aus der Urkunde entnimmt, vom byzantinischen Kaiser ausgegangen. Auch das Verbot, mit den Muslimen Syriens und Ägyptens Handel zu betreiben, stamme vom Kaiser und sei von den Dogen nur übernommen worden. In Gfrörers Bild passt darüber hinaus, dass Angelo II. nach der Ermordung Kaiser Leos dem neuen Kaiser zu huldigen hatte, und dass er in der Hauptstadt verstarb. Nach Gfrörer gilt: „solche Thatsachen, welche in einer Weise, die das Ehrgefühl nicht grob verletzt, Venetiens Abhängigkeit von Byzanz bekunden, theilt Dandolo mit, und nur plumpe verschweigt er“ (S. 149). Das Testament des Dogen, das die Unterbringung in einer erweiterten Kirche vorsah, die aus seinen Mitteln errichtet wurde, ist bis heute erhalten und ediert. Gfrörer entnimmt der Dandolo-Chronik, dass deren Verfasser anmerkt, er habe die entsprechende Urkunde selbst in Händen gehabt und mit eigenen Augen gelesen. Gfrörer schließt dabei ausdrücklich nicht aus, dass Iustinianus sich auf diese Art zum „Wächter und Bewahrer des Stadtheiligen“ aufschwingen wollte (S. 162), bevorzugt aber die „mildere“ Variante, nach der die Anwesenheit des Heiligen eher dem Patriarchat Venedig, also der Verlegung von Grado in die Lagune dienen sollte. Damit trat der „übergesiedelte Patriarch zu dem dortigen Dogen in dasselbe Verhältnis … wie in Constantinopel der Patriarch zum Basileus“. Der Raub der menschlichen Überreste wird bei Gfrörer zur „Vertheidigungswaffe“ gegen mögliche Folgen der Mantuaner Synode. Aus der Belohnung, die die beiden Tribunen den Alexandriner Klerikern für die Religuien anboten, folgert der Autor, dass sie im Auftrag des Dogen handelten, und auch nur deshalb ein entsprechendes Angebot an die Kleriker in Alexandria unterbreiten konnten. Zudem hatten schon 819, zu dieser Zeit noch Agnellus und Iustinianus gemeinsam, verfügt, dass die Mönche von S. Ilario ausdrücklich davon befreit sein sollten, von den Bischöfen von Rivoalto-Olivolo oder Grado vor ein Konzil geladen werden zu können. Männern, die der Abt verbannte, durfte von denselben Bischöfen kein Schutz gewährt werden (S. 165) – auch dies ein Hinweis auf das Oberherrschaftsverhältnis zur Lagunenkirche. Schließlich erfolgte, nach Gfrörer, die Rückkehr des jüngeren Bruders aus der byzantinischen Hauptstadt auf Befehl des Kaisers, der zugleich Flottenhilfe gegen die Sarazenen einforderte. Die anscheinend nach Selbstständigkeit strebende Politik des Iustinianus war demnach in Byzanz auf Misstrauen gestoßen, so dass Iustinianus die Rückkehr seines Bruders, den er noch nicht einmal in seinem Testament bedachte, hinnehmen musste. Andrea Dandolo deute dies, so Gfrörer, nur so weit wie möglich an, doch „Wer wirklichen Beruf hat, Clio's Griffel zu führen, schreibt nicht für Thoren, sondern für Gescheidte, für Solche, welche nöthigen Falls zwischen den Zeilen zu lesen verstehen“ (S. 171).
Pietro Pinton übersetzte und annotierte Gfrörers Werk im Archivio Veneto in den Jahresbänden XII bis XVI. Pintons eigene Darstellung, die erst 1883 erschien, gelangte zu gänzlich anderen, weniger spekulativen Ergebnissen, als Gfrörer. So bezweifelt er, dass Iustinianus als Geisel nach Konstantinopel geschickt worden sei (ebenso wenig wie später Iohannes), wovon die Quellen gar nicht reden, sondern, dass der ältere Dogensohn zu Unterhandlungen dorthin geschickt worden sei (der jüngere als Verbannter). Dabei hielt er Gfrörer vor, er übersehe, dass die angebliche Geisel nach Venedig zurückkehrte, um gegen die Bevorzugung des jüngeren Bruders zu opponieren – auch als schließlich der jüngere Iohannes in die byzantinische Hauptstadt ging, behauptete Gfrörer, wieder als Geisel. Nach Pintons Auffassung habe zwischen der Flottenhilfe und der Anerkennung des neuen Dogen durch den Kaiser kein Zusammenhang bestanden (S. 60). Auch deute Gfrörer die Begriffe „ecclesia“ und „cappella“ anachronistisch, denn Andrea Dandolo selbst gebrauche die beiden Begriffe ohne Unterschied für die Markuskirche. Daraus abzuleiten, die Reliquien seien in einer Seitenkapelle des Dogenpalastes aufbewahrt worden, hielt er für eine Fehlinterpretation. Der Behauptung Gfrörers, Papst Gregor IV. und Kaiser Michael I. hätten den Missbrauch der Reliquien untersagt, der eine habe demzufolge das Verbergen des Heiligen angeordnet, der andere aus Furcht vor venezianischen Selbstständigkeitsbestrebungen den jüngeren Bruder als Ersatz für Iustinianus vorgesehen, widerlegt Pinton mit der Feststellung, Iustinianus sei sterbenskrank gewesen, und es lasse sich zwischen den Vorgängen kein anderer Zusammenhang konstruieren (S. 58–61).
Heinrich Kretschmayr glaubte, Agnellus habe „zum Thronwechsel von 814 seinen Sohn Justinian, von 820 seinen Enkel Agnellus mit dessen griechischer Gemahlin Romana nach Konstantinopel zur Huldigung“ gesandt. Er glaubt, der Sturz des Dogensohnes Iohannes, der später floh und schließlich nach Konstantinopel verbannt wurde, mache klar, dass dieser Sturz von Byzanz seinen Ausgang nahm. Hingegen sei in der Gegenrichtung der ältere Bruder Iustinianus nicht nur mit dem Ehrentitel Hypathos ausgestattet, sondern sein Sohn sogar zum Mitdogen erhoben worden. Zudem habe sich Iustinianus selbst als „Imperialis hypatus et humilis dux Venetiae“ bezeichnet. Entgegen einem byzantinischen Verbot suchten venezianische Händler 828 die ägyptischen Gewässer auf. Kretschmayr sieht in den Flotteneinsätzen in Süditalien und Sizilien geradezu eine „Heerespflicht“ Venedigs, allerdings sei diese ausdrücklich nicht für das Ostmittelmeer nachweisbar. Kretschmayr behauptet sogar, „die Flotte wurde geschlagen“.